# Бирвинкен
Бирвинкен (нем. Birwinken) — коммуна в Швейцарии, в кантоне Тургау. 
Входит в состав округа Вайнфельден. Население составляет 1265 человек (на 31 декабря 2007 года). Официальный код  —  4901.

## Ссылки

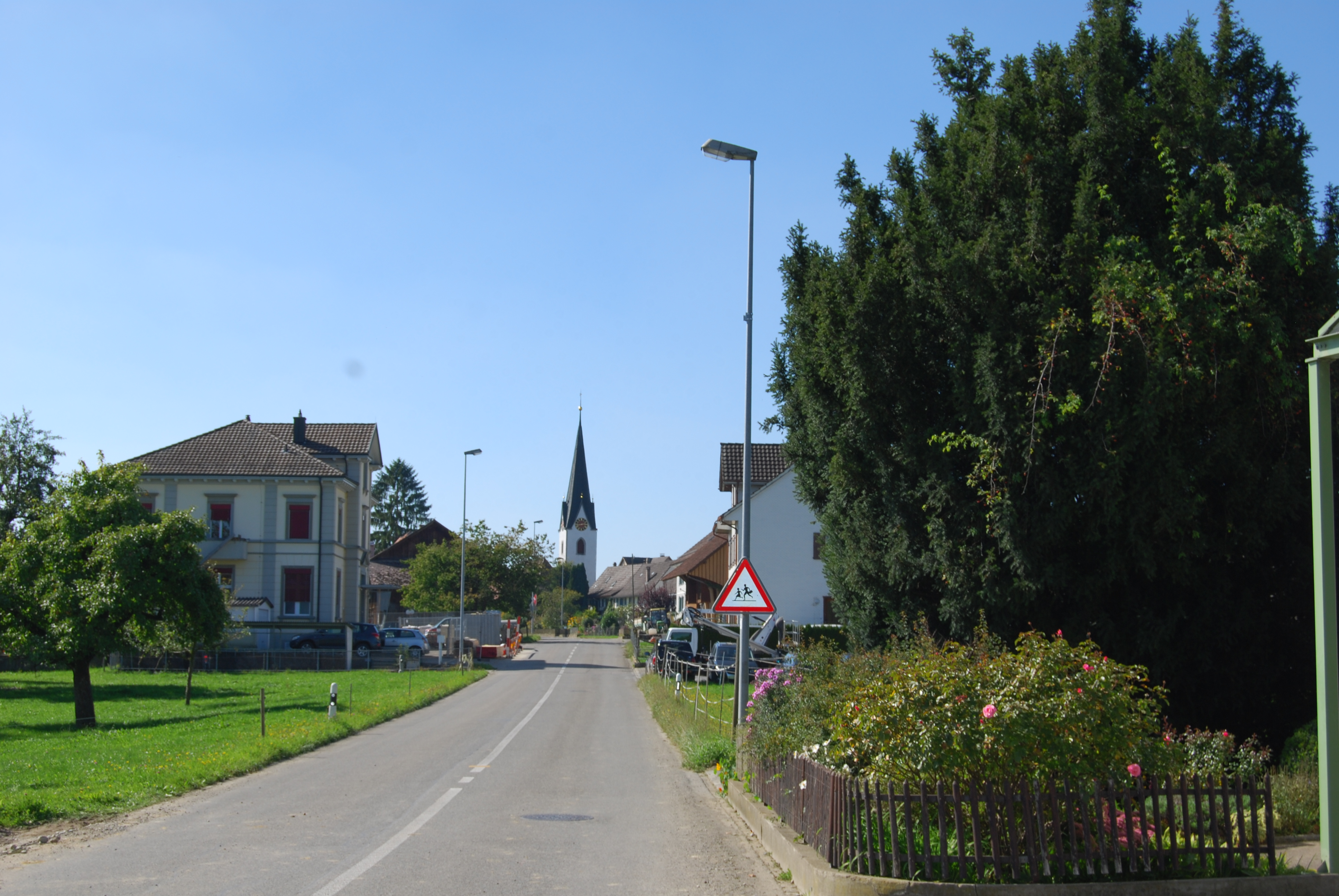
Бирвинкен